# Điểm Isodynamic

Hai điểm isodynamic and là các điểm đồng quy của ba đường tròn của Apollonius trong một tam giác

Trong hình học phẳng, điểm isodynamic, /¸aisoudai´næmik/, là một trong hai điểm đặc của một tam giác. Các điểm Isodynamic có tính chất là tam giác hình chiếu của nó là một tam giác đều. Trong bách khoa toàn thư về các tâm của tam giác hai điểm isodynamic được ký hiệu là {\displaystyle X_{15}} và {\displaystyle X_{16}}.

## Dựng điểm isodynamic

Cách dựng thứ 2

Cách dựng 1: Hai điểm isodynamic là giao điểm của ba đường tròn Apollonius đồng trục trong một tam giác. Đường tròn Apollonius trong một tam giác là đường tròn đi qua đỉnh một tam giác và đi qua giao điểm của các đường phân giác trong và phân giác ngoài với cạnh đối diện của một tam giác.
Cách dựng 2: Dựng dựng các tam giác đều {\displaystyle A'BC}, {\displaystyle B'CA}, {\displaystyle C'AB} cùng hướng ra ngoài hoặc vào trong trên các cạnh của tam giác {\displaystyle ABC}. Lấy các điểm {\displaystyle A''}, {\displaystyle B''}, {\displaystyle C''} đối xứng của các đỉnh {\displaystyle ABC} qua các cạnh tương ứng. Khi đó đường thẳng nối {\displaystyle A'A''} , {\displaystyle B'B''}, {\displaystyle C'C''} sẽ đồng quy tại các điểm isodynamic.

## Tính chất
- Điểm isodynamic là điểm liên hợp đẳng giác của điểm Fermat.
- Điểm isodynamic nằm trên đường tròn Parry.
- Hai điểm isodynamic thằng hàng với tâm đường tròn ngoại tiếp.
- Tam giác hình chiếu của hai điểm isodynamic xuống ba cạnh của tam giác là các tam giác đều
- Hai điểm isodynamic nằm trên đường cong bậc ba Neuberg.
- Hai điểm isodynamic nằm trên trục Brocard.